# Hội chứng Stockholm

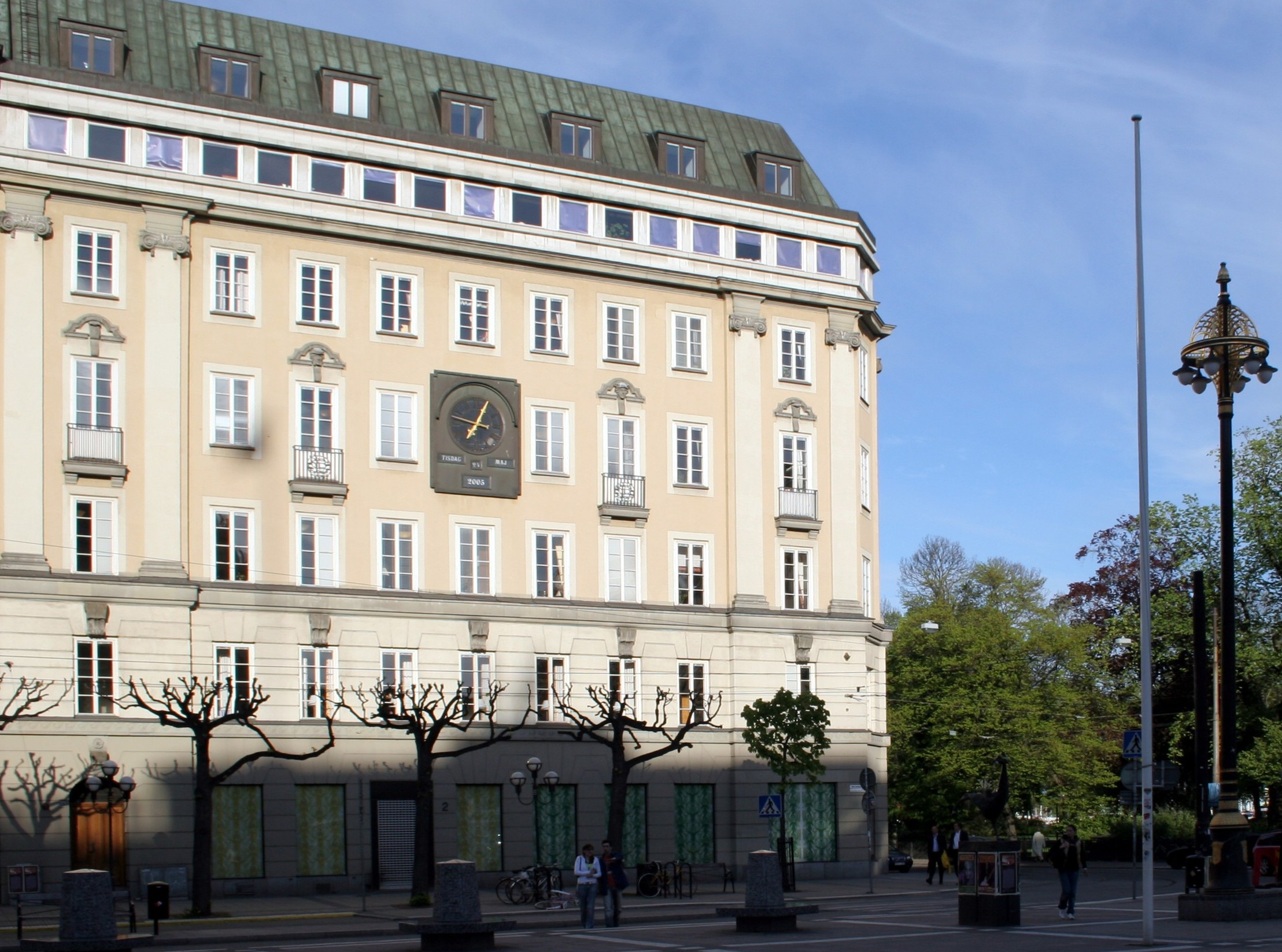
Ngân hàng Norrmalmstorg tại Stockholm, Thụy Điển, nơi đã diễn ra vụ cướp vào năm 1973 (ảnh chụp năm 2005)

Hội chứng Stockholm hay quan hệ bắt cóc là thuật ngữ mô tả một loạt những trạng thái tâm lý, trong đó con tin lâu ngày hình thành mối quan hệ tình cảm với kẻ bắt cóc trong thời gian bị giam cầm. Những cảm xúc nói trên của "nạn nhân" thường được xem là vô lý vì họ đang nhầm lẫn hành vi hành hạ với lòng tốt của kẻ bắt cóc, mặc cho những nguy hiểm mà họ đã phải trải qua. Hệ thống quản lý dữ liệu bắt cóc của FBI ước tính có 5% nạn nhân có biểu hiện của hội chứng Stockholm.

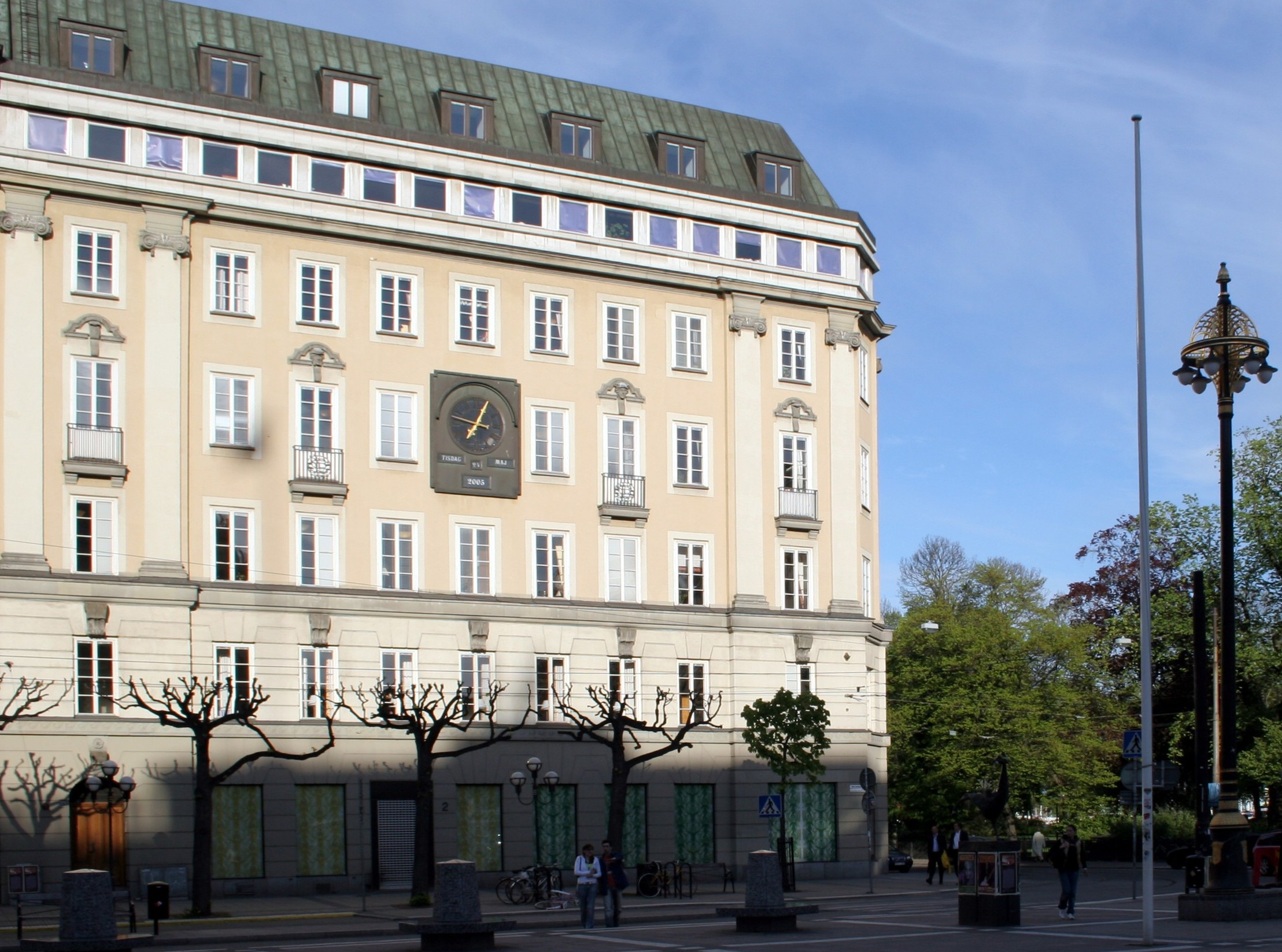
Ngân hàng Kreditbanken ở Norrmalmstorg, Stockholm, Thụy Điển

Hội chứng Stockholm không những chỉ phát triển ở những nạn nhân bắt cóc mà còn có thể xuất hiện ở bất cứ ai nằm trong dạng quan hệ "vô cùng thân thiết và gần gũi trong đó một người xúc phạm, đánh đập, đe dọa, hành hạ (tâm lý hoặc/và thể xác) người còn lại." Một trong những giả thiết giải thích sự tồn tại của Hội chứng Stockholm được dựa trên lý thuyết của nhà phân tâm học Anna Freud: Sự đồng cảm của nạn nhân với kẻ hành hạ là cách mà nạn nhân phản ứng với nỗi đau mà họ đang phải trải qua. Bằng cách đồng hóa bản thân với kẻ hành hạ, bản ngã của nạn nhân được bảo vệ. Khi đó, nạn nhân chia sẻ chung những suy nghĩ, thái độ và giá trị với kẻ hành hạ, "tạm quên mất" rằng mình đang bị đe dọa.